# Shintotsukawa
Shintotsukawa (jap. 新十津川町 Shintotsukawa-chō) – miasto w Japonii, w prefekturze Hokkaido, w podprefekturze Sorachi. Według danych na rok 2020 miejscowość zamieszkiwało 6 484 mieszkańców , a gęstość zaludnienia wyniosła 13,1 os./km².